# Mushabian
Het Mushabian of Mushabaean is een archeologische cultuur van het epipaleolithicum in de zuidelijke Levant (14.500-11.000 BP). De cultuur is vernoemd naar de Wadi Mushabi in de noordelijke Sinaï. De cultuur is waarschijnlijk ontstaan uit de Nizzanian-cultuur van de Negev.
Het Mushabian kenmerkt zich door sterk gewelfde microlieten en het frequente gebruik van de kerfhalveringstechniek. De cultuur wordt uitsluitend gevonden in het droge binnenland van de zuidelijke Levant. 
Sommige onderzoekers hebben overeenkomsten tussen het Mushabian en het Noord-Afrikaanse Ibéromaurusien genoteerd, wat suggereert dat het Mushabian een migratie van Afrikaanse groepen naar de zuidelijke Levant kan vertegenwoordigen. 
Andere archeologen zien de introductie en systematisch gebruik van de kerfhalveringstechniek in de Levant (d.w.z. Nebekian, Nizzanian en later Mushabian, Ramonian en Natufian) als een endemisch fenomeen, met een oorsprong ten oosten van de Jordaanvallei.
Uit de vermenging van het Mushabian met het lokale Kebarian van de Levant ontstond de Natufische cultuur.